# LocalBitcoins
LocalBitcoins és un mercat de bitcoins peer to peer amb seu a Hèlsinki, Finlàndia. El seu servei facilita el mercat no organitzat de moneda local per a bitcoins. Els usuaris publiquen anuncis al lloc web, on indiquen els tipus de canvi i els mètodes de pagament per comprar o vendre bitcoins.
Altres usuaris responen a aquests anuncis i efectuen el pagament amb el mètode de pagament especificat. LocalBitcoins té un mecanisme de reputació i comentaris per als usuaris i un servei de resolució de conflictes i de dipòsit. Des de desembre de 2020, LocalBitcoins comptava amb més d'1.000.000 de comerciants actius amb un volum comercial de 612 milions de dòlars EUA entre octubre i desembre de 2020.

## Història
LocalBitcoins va ser fundada el juny de 2012 per Jeremias Kangas. Va implementar un sistema de fideïcomís per al mercat a finals de 2012. El lloc web va començar a generar ingressos a principis del 2013, ara a partir del 2020 hi ha una mitjana de 29.566 operacions reeixides per dia.
El 2018, LocalBitcoins va encapçalar la llista de les empreses amb millor rendiment financer a Finlàndia organitzada per la publicació local especialitzada Kauppalehti.
El 2014, 2016 i 2018, però algunes persones que van utilitzar el lloc van ser arrestades per blanqueig de capitals i delictes relacionats.
El gener de 2019, uns pirates informàtics van robar bitcoins per valor de 28.200 dòlars dels comptes LocalBitcoins dels usuaris. LocalBitcoins va poder identificar i resoldre el cas immediatament, anunciant-ho als seus usuaris. El mateix dia, LocalBitcoins va compartir que els comptes de LocalBitcoins eren segurs d'utilitzar i va destacar la importància de l'autenticació de dos factors.
El novembre de 2019, LocalBitcoins.com es va registrar com a proveïdor de moneda virtual per l'Autoritat de Supervisió Financera de Finlandia.

## Visió general de la solució
LocalBitcoins ofereix un servei per facilitar la localització d'altres usuaris de Bitcoin podent conèixer altres persones per negociar bitcoins de persona a persona. El lloc web es recomana per als comerciants ocasionals que busquen més privadesa. :207 A més, utilitza un sistema de fideïcomís i la transferència de bitcoins es fa després de rebre fons al compte del venedor.